# Hisayasu Nakagawa
Hisayasu Nakagawa (中川 久定 em kanji ; なかがわ ひさやす em hiragana) foi um acadêmico japonês nascido em 15 de março de 1931 em Tóquio e falecido em 18 de junho de 2017 em Quioto.
Nakagawa foi especialista nos filósofos Diderot e Rousseau e na filosofia francesa do século XVIII. Foi também professor emérito de literatura francesa na Universidade de Quioto e diretor geral do Museu Nacional de Quioto e membro da Academia Japonesa de Ciências.

É autor do livro Introdução à cultura japonesa, publicado no Brasil pela editora Martins Fontes em 2008. 
Inicialmente publicados como crônicas ou conferências, todos os textos desta coletânea foram escritos no Japão, em francês. Apresentam um aspecto muito peculiar: o Japão aparece aqui iluminado por uma luz emanada da França, que completa e enriquece a perspectiva nipônica. A originalidade da abordagem desta Introdução à cultura japonesa está na busca de uma nova leitura e explicação, sob essa "dupla luz", dos fenômenos culturais japoneses. O leitor ocidental pode assim aprender a ver o Japão como uma civilização diferente da sua, e não meramente como um país de costumes exóticos e estranhos. Um texto saboroso, uma escrita clara e objetiva, um exercício iniciático para quem quer se voltar para o Oriente.
Em 2004, foi nomeado cavaleiro da Ordem Nacional da Legião de Honra da França.